# Pilis (miasto)
Pilis – miasto w centralnej części Węgier, w komitacie Pest. Populacja wynosi 11 410 osób (styczeń 2011).